# Oedemera femorata
Oedemera femorata är en skalbaggsart som först beskrevs av Giovanni Antonio Scopoli 1763.  Oedemera femorata ingår i släktet Oedemera, och familjen blombaggar. Arten är reproducerande i Sverige.

## Bildgalleri

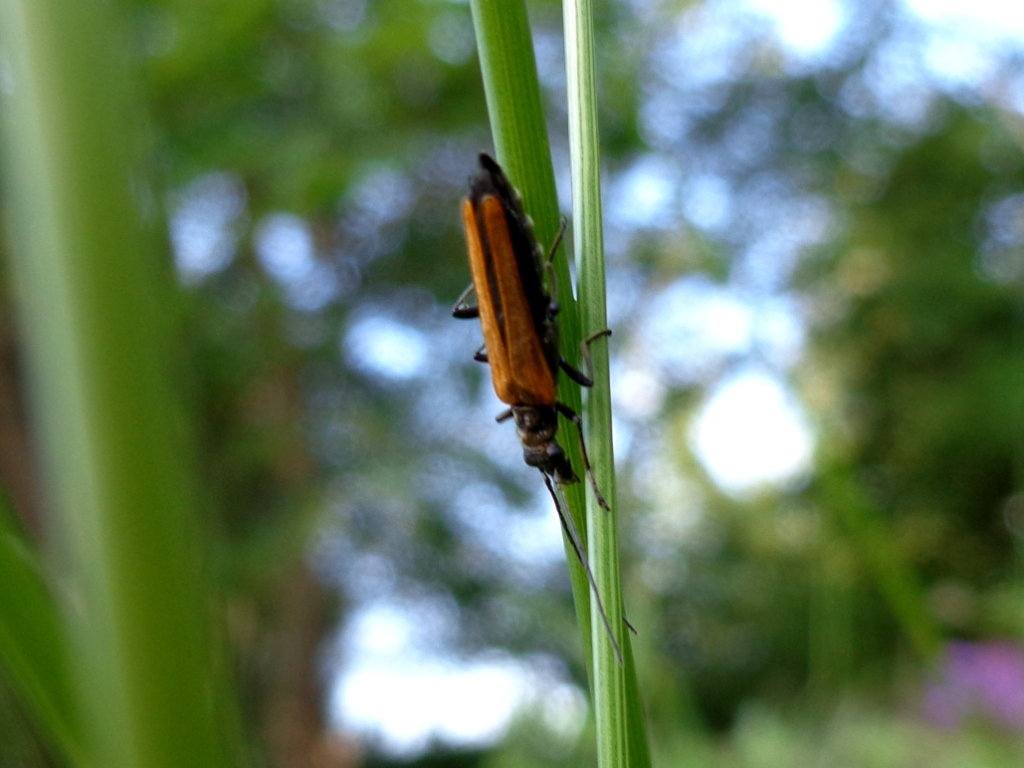
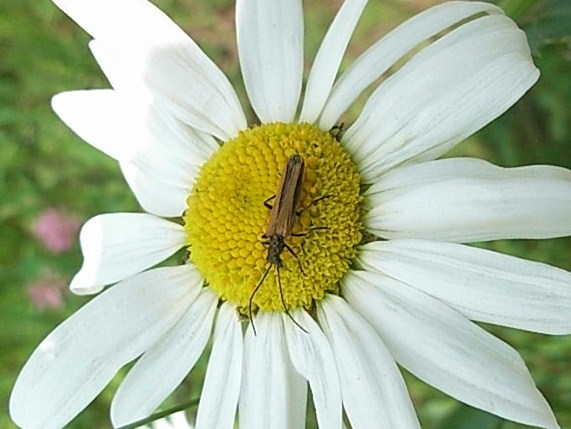
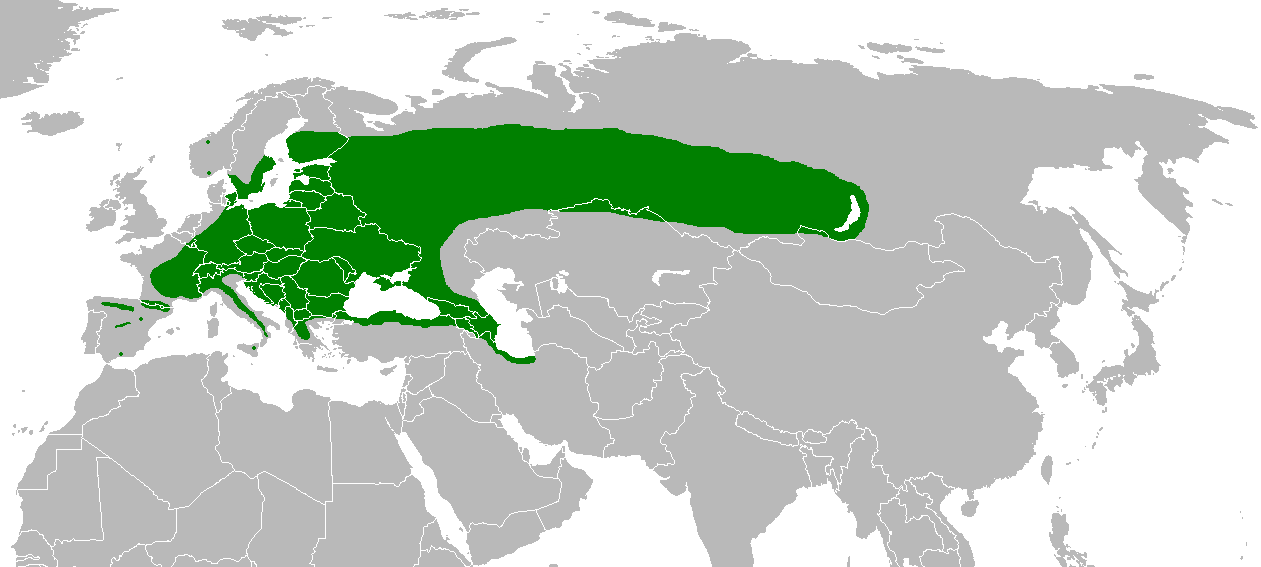